# 呆鹰岭镇
呆鹰岭镇，是中华人民共和国湖南省衡陽市蒸湘区下辖的一个乡镇级行政单位。

## 行政区划
呆鹰岭镇下辖以下地区：
新阳社区、新阳村、松陂村、振兴村、中心村、新平村、鸡市村、同康村、西田村、高岭村、新民村、中平村、堰头村和土桥村。